# Ruy López de Mendoza
Ruy López de Mendoza fue un noble español.

## Biografía
Era el segundo hijo de Lope González de Mendoza, IV señor de Mendoza y señor de Álava, y de su esposa María García de Ayala.[cita requerida]
Fue almirante de Castilla. Participó en la conquistas de Baeza en 1227 y de Sevilla en 1248 y fue repartidor de la misma - es decir, formó parte de la comisión que repartió los territorios sevillanos conquistados entre los castellanos como representante de la nobleza.[cita requerida] Fue ricohombre y cortesano importante en el reinado de Alfonso X de Castilla el Sabio, recibiendo de él grandes terrenos en Alcalá de Guadaira. Fue el más importante de la rama "sevillana" de los de Mendoza.[cita requerida]
Su hijo Lope Ruiz de Mendoza ya no era ricohombre y participó en una rebelión contra Alfonso X de Castilla (sic).[cita requerida]
- Datos: Q80915828